# Кошаркашка репрезентација Финске
Кошаркашка репрезентација Финске представља Финску на међународним кошаркашким такмичењима.

## Учешће на међународним такмичењима

### Олимпијске игре(2)
| Година | Домет            | Ут.              | Доб.             | Изг.             | Позиција         |
| ------ | ---------------- | ---------------- | ---------------- | ---------------- | ---------------- |
| 1948.  | Није учествовала | Није учествовала | Није учествовала | Није учествовала | Није учествовала |
| 1952.  | Прва фаза        | 3                | 0                | 3                | 9.               |
| 1956.  | Није учествовала | Није учествовала | Није учествовала | Није учествовала | Није учествовала |
| 1960.  | Није учествовала | Није учествовала | Није учествовала | Није учествовала | Није учествовала |
| 1964.  | Прва фаза        | 9                | 4                | 5                | 11.              |
| 1968.  | Није учествовала | Није учествовала | Није учествовала | Није учествовала | Није учествовала |
| 1972.  | Није учествовала | Није учествовала | Није учествовала | Није учествовала | Није учествовала |
| 1976.  | Није учествовала | Није учествовала | Није учествовала | Није учествовала | Није учествовала |
| 1980.  | Није учествовала | Није учествовала | Није учествовала | Није учествовала | Није учествовала |
| 1984.  | Није учествовала | Није учествовала | Није учествовала | Није учествовала | Није учествовала |
| 1988.  | Није учествовала | Није учествовала | Није учествовала | Није учествовала | Није учествовала |
| 1992.  | Није учествовала | Није учествовала | Није учествовала | Није учествовала | Није учествовала |
| 1996.  | Није учествовала | Није учествовала | Није учествовала | Није учествовала | Није учествовала |
| 2000.  | Није учествовала | Није учествовала | Није учествовала | Није учествовала | Није учествовала |
| 2004.  | Није учествовала | Није учествовала | Није учествовала | Није учествовала | Није учествовала |
| 2008.  | Није учествовала | Није учествовала | Није учествовала | Није учествовала | Није учествовала |
| 2012.  | Није учествовала | Није учествовала | Није учествовала | Није учествовала | Није учествовала |
| 2016.  | Није учествовала | Није учествовала | Није учествовала | Није учествовала | Није учествовала |
| 2020.  | Није учествовала | Није учествовала | Није учествовала | Није учествовала | Није учествовала |
| Укупно | —                | 12               | 4                | 8                | —                |

### Светско првенство(1)
| Година | Домет            | Ут.              | Доб.             | Изг.             | Позиција         |
| ------ | ---------------- | ---------------- | ---------------- | ---------------- | ---------------- |
| 1950.  | Није учествовала | Није учествовала | Није учествовала | Није учествовала | Није учествовала |
| 1954.  | Није учествовала | Није учествовала | Није учествовала | Није учествовала | Није учествовала |
| 1959.  | Није учествовала | Није учествовала | Није учествовала | Није учествовала | Није учествовала |
| 1963.  | Није учествовала | Није учествовала | Није учествовала | Није учествовала | Није учествовала |
| 1967.  | Није учествовала | Није учествовала | Није учествовала | Није учествовала | Није учествовала |
| 1970.  | Није учествовала | Није учествовала | Није учествовала | Није учествовала | Није учествовала |
| 1974.  | Није учествовала | Није учествовала | Није учествовала | Није учествовала | Није учествовала |
| 1978.  | Није учествовала | Није учествовала | Није учествовала | Није учествовала | Није учествовала |
| 1982.  | Није учествовала | Није учествовала | Није учествовала | Није учествовала | Није учествовала |
| 1986.  | Није учествовала | Није учествовала | Није учествовала | Није учествовала | Није учествовала |
| 1990.  | Није учествовала | Није учествовала | Није учествовала | Није учествовала | Није учествовала |
| 1994.  | Није учествовала | Није учествовала | Није учествовала | Није учествовала | Није учествовала |
| 1998.  | Није учествовала | Није учествовала | Није учествовала | Није учествовала | Није учествовала |
| 2002.  | Није учествовала | Није учествовала | Није учествовала | Није учествовала | Није учествовала |
| 2006.  | Није учествовала | Није учествовала | Није учествовала | Није учествовала | Није учествовала |
| 2010.  | Није учествовала | Није учествовала | Није учествовала | Није учествовала | Није учествовала |
| 2014.  | Прва фаза        | 5                | 1                | 4                | 22.              |
| 2019.  | Није учествовала | Није учествовала | Није учествовала | Није учествовала | Није учествовала |
| 2023.  | Прва фаза        | 5                | 2                | 3                | 21.              |
| Укупно | —                | 10               | 3                | 7                | —                |

### Европско првенство(17)
| Година | Домет            | Ут.              | Доб.             | Изг.             | Позиција         |
| ------ | ---------------- | ---------------- | ---------------- | ---------------- | ---------------- |
| 1939.  | Једна група      | 7                | 0                | 7                | 8.               |
| 1946.  | Није учествовала | Није учествовала | Није учествовала | Није учествовала | Није учествовала |
| 1947.  | Није учествовала | Није учествовала | Није учествовала | Није учествовала | Није учествовала |
| 1949.  | Није учествовала | Није учествовала | Није учествовала | Није учествовала | Није учествовала |
| 1951.  | Прва фаза        | 9                | 7                | 2                | 9.               |
| 1953.  | Прва фаза        | 10               | 4                | 6                | 12.              |
| 1955.  | Прва фаза        | 9                | 5                | 4                | 10.              |
| 1957.  | Прва фаза        | 10               | 6                | 4                | 11.              |
| 1959.  | Прва фаза        | 7                | 2                | 5                | 13.              |
| 1961.  | Прва фаза        | 7                | 3                | 4                | 14.              |
| 1963.  | Прва фаза        | 9                | 2                | 7                | 14.              |
| 1965.  | Прва фаза        | 9                | 3                | 6                | 12.              |
| 1967.  | Прва фаза        | 9                | 6                | 3                | 6.               |
| 1969.  | Није учествовала | Није учествовала | Није учествовала | Није учествовала | Није учествовала |
| 1971.  | Није учествовала | Није учествовала | Није учествовала | Није учествовала | Није учествовала |
| 1973.  | Није учествовала | Није учествовала | Није учествовала | Није учествовала | Није учествовала |
| 1975.  | Није учествовала | Није учествовала | Није учествовала | Није учествовала | Није учествовала |
| 1977.  | Прва фаза        | 7                | 1                | 6                | 10.              |
| 1979.  | Није учествовала | Није учествовала | Није учествовала | Није учествовала | Није учествовала |
| 1981.  | Није учествовала | Није учествовала | Није учествовала | Није учествовала | Није учествовала |
| 1983.  | Није учествовала | Није учествовала | Није учествовала | Није учествовала | Није учествовала |
| 1985.  | Није учествовала | Није учествовала | Није учествовала | Није учествовала | Није учествовала |
| 1987.  | Није учествовала | Није учествовала | Није учествовала | Није учествовала | Није учествовала |
| 1989.  | Није учествовала | Није учествовала | Није учествовала | Није учествовала | Није учествовала |
| 1991.  | Није учествовала | Није учествовала | Није учествовала | Није учествовала | Није учествовала |
| 1993.  | Није учествовала | Није учествовала | Није учествовала | Није учествовала | Није учествовала |
| 1995.  | Прва фаза        | 6                | 0                | 6                | 14.              |
| 1997.  | Није учествовала | Није учествовала | Није учествовала | Није учествовала | Није учествовала |
| 1999.  | Није учествовала | Није учествовала | Није учествовала | Није учествовала | Није учествовала |
| 2001.  | Није учествовала | Није учествовала | Није учествовала | Није учествовала | Није учествовала |
| 2003.  | Није учествовала | Није учествовала | Није учествовала | Није учествовала | Није учествовала |
| 2005.  | Није учествовала | Није учествовала | Није учествовала | Није учествовала | Није учествовала |
| 2007.  | Није учествовала | Није учествовала | Није учествовала | Није учествовала | Није учествовала |
| 2009.  | Није учествовала | Није учествовала | Није учествовала | Није учествовала | Није учествовала |
| 2011.  | Друга фаза       | 8                | 3                | 5                | 9.               |
| 2013.  | Друга фаза       | 8                | 5                | 3                | 9.               |
| 2015.  | Осмина финала    | 6                | 2                | 4                | 16.              |
| 2017.  | Осмина финала    | 6                | 4                | 2                | 11.              |
| 2022.  | Четвртфинале     | 7                | 4                | 3                | 8.               |
| Укупно | —                | 134              | 57               | 77               | —                |